# Ozyptila salustri
Ozyptila salustri (лат.) — вид пауков семейства Пауки-бокоходы (Thomisidae). Встречается в Европе: Италия. Длина тела самцов около 2 мм (самки неизвестны). Основная окраска коричневая со светлыми отметинами.
Голени первой пары ног вентрально с двумя парами шипов; волоски заострённые или булавовидные. Педипальпы самцов с тегулярным апофизом, эпигинум с чехлом. Первые две пары ног развёрнуты передними поверхностями вверх, заметно длиннее ног третьей и четвёртой пар. Паутину не плетут, жертву ловят своими видоизменёнными передними ногами.